# Impéria (automobile)
Pour les articles homonymes, voir Imperia.
Impéria, créée en 1904 par Adrien Piedbœuf, disparue en 1958, puis relancée en 2008 jusqu'à sa faillite en 2016, est une marque automobile belge spécialisée dans la construction de véhicules de course et de luxe.

## Histoire

### 1904-1914: Lancement
Adrien Piedbœuf (1876-1919) crée A.G. Piedboeuf-Dawans et Cie, un atelier de construction de motos puis de voitures à Liège, rue de Fragnée. Dès 1907, il s’installe dans l’usine de Nessonvaux construite par Henri Pieper, fabricant d’armes à Liège et inventeur de la première automobile hybride électrique équipée d'un moteur dit « pétroléo-électrique », qui avait lui aussi quitté Liège pour venir s'installer près de ses forges. Bordant la route Liège-Verviers, ce bâtiment industriel exemplaire de l’éclectisme architectural en vogue à l’époque évoque un petit château. 
Trois modèles sont fabriqués dès l'origine. En 1910, une voiture atteint 144 km/h sur le circuit de Brooklands, près de Weybridge à l'ouest de Londres. En 1912, l'entreprise fusionne avec la société Springuel de Huy. L'usine de Nessonvaux produit plusieurs centaines de voitures par an dont des Abadal du nom de Francesc Serramalera i Abadal (ca), un homme d'affaires espagnol et ancien coureur cycliste. Ces dernières sont des modèles sport inspirés des Hispano-Suiza.

### 1918-1958: Reprise, puis rechute après 1945

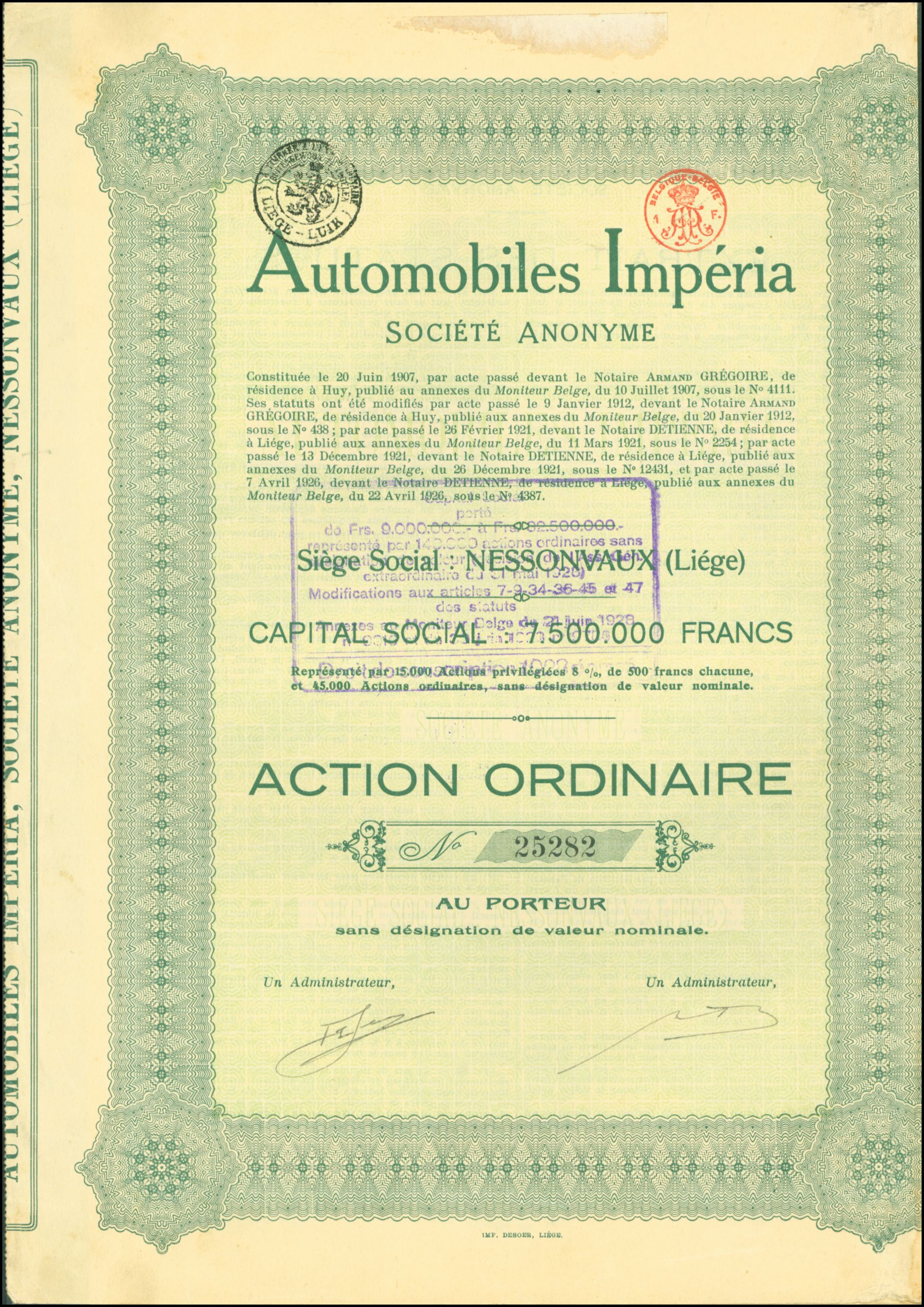
Share of the Automobiles Impéria SA, issued 22. April 1926

Après la guerre de 14-18, la production reprend avec des voitures sous le nom d'Imperia-Abadal. L'entreprise est reprise par Mathieu van Roggen (1788 parts) aux côtés de Georges Henroz (200 parts), Paul Schmidt (200 parts) et Georges Dawans (200 parts). Mathieu van Roggen se rend alors compte que la production doit s'intensifier et glisser vers des voitures légères, moins coûteuses. En 1923, sort la 1100 avec un moteur sans soupapes, incassable, et tournant à 4500 tours par minute. En 1927, une six cylindres de 1650 cm3 voit le jour.
Mathieu van Roggen, devant la concurrence étrangère des constructeurs, dont certains s'installent en Belgique, veut faire un grand consortium. Il rachète, en 1927, la Métallurgique de Marchienne-au-Pont et Excelsior de Zaventem. En 1928, c'est le tour du constructeur Nagant. En 1929, il prend des parts dans le constructeur français Voisin. En 1928, une piste d'essais de quelques centaines de mètres sera construite sur les toits de l'usine; on y atteint des vitesses de 144 km/h. La crise de 1929 freine le projet. En 1932, van Roggen prend une licence pour construire l'Adler Trumpf.
En 1934, van Roggen rachète la marque anversoise Minerva en faillite, qui ne produit plus que des voitures de grand luxe, compliquées et chères à produire. Van Roggen produit encore quelques Minerva jusqu'en 1938 avec le stock de pièces de rechange laissés par la faillite. Un prototype de nouvelle Minerva de grand luxe (traction avant de 3,6 litres avec boîte automatique), produit dès 1936, est construit à Nessonvaux. À la fin des années 1930, Impéria compte 700 ouvriers et produit 11 voitures par jour.
La guerre arrête la production de ce qui devait être une des voitures les plus modernes de l'entre-deux-guerres. La fabrication sous licence Adler continue jusqu'au début de la guerre et la réquisition par l'armée allemande de l'usine. On y produit la dernière voiture de série belge.
En 1947, on reprend encore la construction des voitures et de motos sous licence Adler parallèlement au montage de voitures anglaises de la marque Standard (modèle Standard 8), ainsi des cabriolets Triumph TR2 et quelques Alfa Romeo 1900.
En 1949, Imperia produit son dernier modèle, et en août 1958, par manque de compétitivité sur le marché mondial, l'usine ferme ses portes.

### 2008: Tentative de relance
En 2008, une nouvelle société implantée au Sart-Tilman reprend le nom Imperia et annonce la sortie de l'Imperia GP, premier roadster à moteur hybride (technologie PowerHybrid). Le design du véhicule a été réalisé entièrement en Belgique par le designer belge Denis Stevens, qui a été chargé de dessiner l'extérieur et l'intérieur du concept[réf. souhaitée]. La commercialisation devait débuter en 2013 avant d'être repoussée fin 2015. En janvier 2016, la société Green Propulsion (en) est reprise par de nouveaux investisseurs avant d'être déclarée en faillite et, en avril 2016, la société Imperia Automobiles est à son tour déclarée en faillite,. La clôture de la faillite est effective trois ans plus tard.

## Compétition automobile
La première guerre mondiale met un frein au développement de toute l'économie européenne et c'est au travers de l'engouement pour la compétition automobiles toute récente que la marque liégeoise réaffirme son potentiel, ses qualités et ses grands succès.
Imperia a établi sa renommée internationale sur base notamment de ses résultats sportifs, plus particulièrement sur le jeune circuit de Spa-Francorchamps :
- 1913: vainqueur du Grand Prix de Belgique
- 1922: vainqueur du Grand Prix de Belgique avec une demi-heure d’avance ;
- 1925: 1er, 2e, 4e, et 5e, en catégorie 1 100 cm3 aux 24 heures de Spa ;
- 1929: Eifelrennen, avec H. Metz, sur Sport + 3.0L ;
- 1930: vainqueur de la Coupe du Roi lors des 24 heures, avec des conduites intérieures de série ;
- 1930: 5e du Grand Prix d’Europe sur une 6 cylindres 1 500 cm3, derrière quatre Bugatti ;
- 1934 : absence de pénalité à Liège-Rome-Liège, avec Paul von Guillaume et Mme L.Bahr.

## Modèles

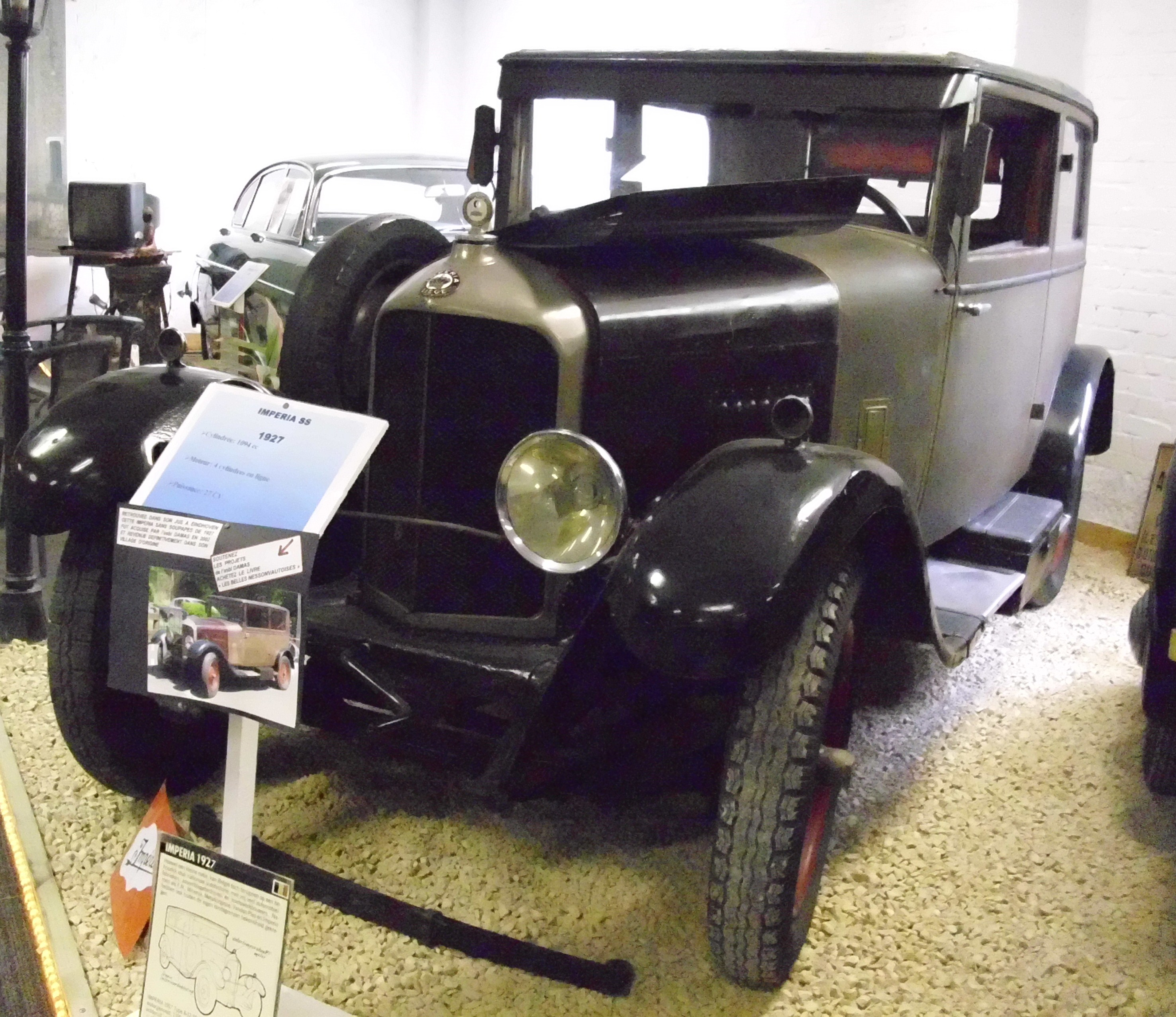
Impéria 1927
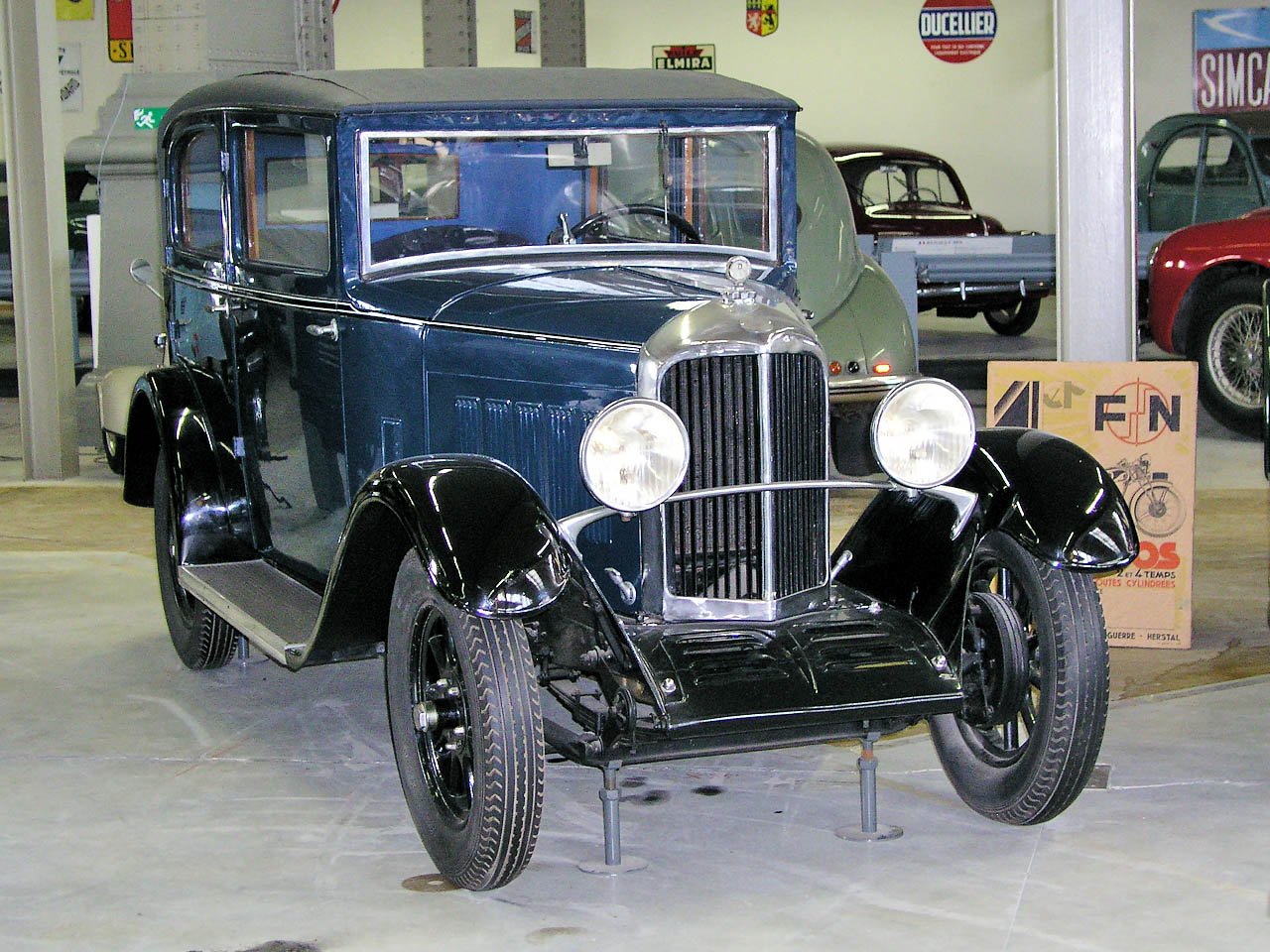
Impéria 1932 4 cylindres
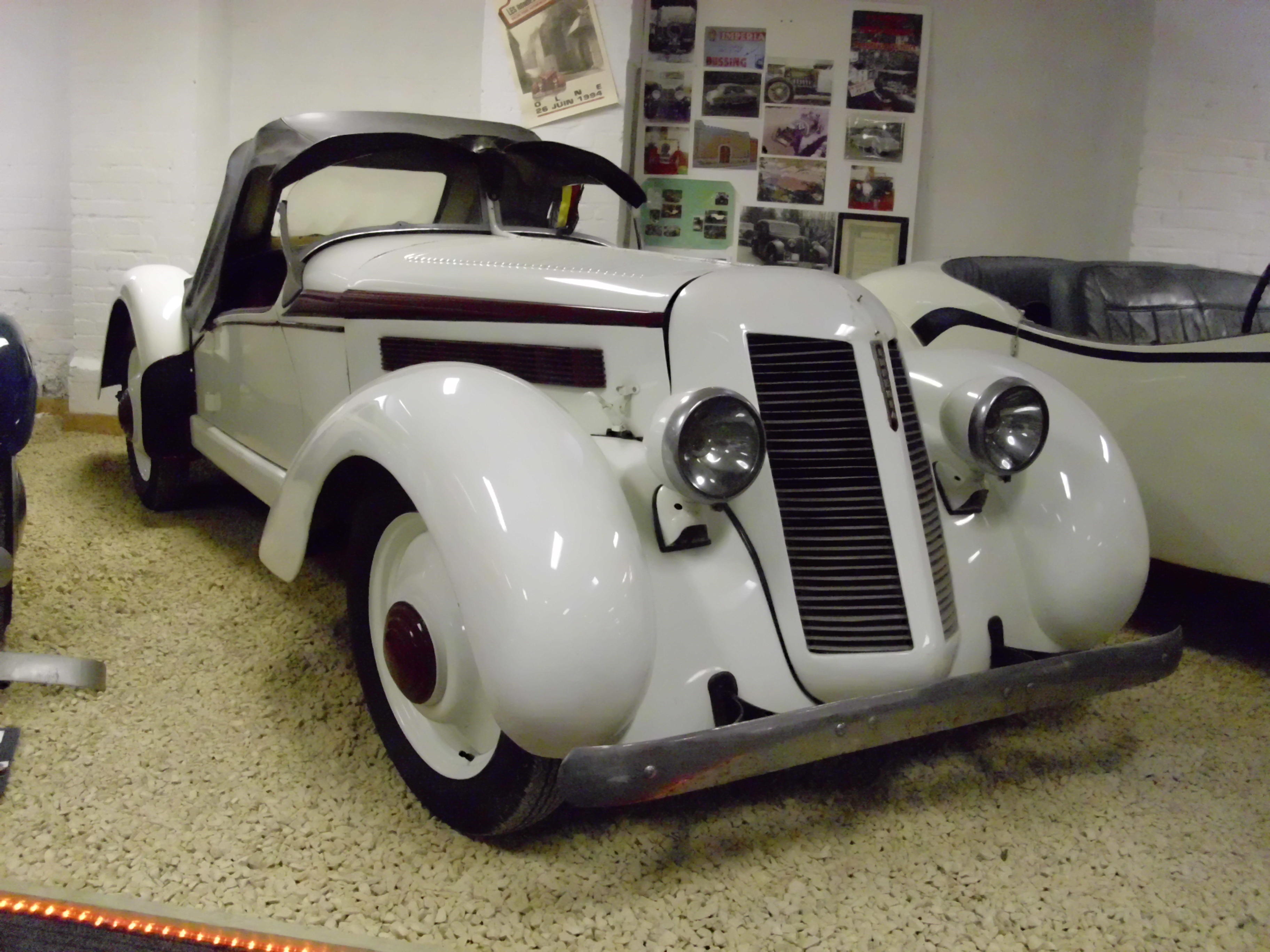
Impéria 1934-1939
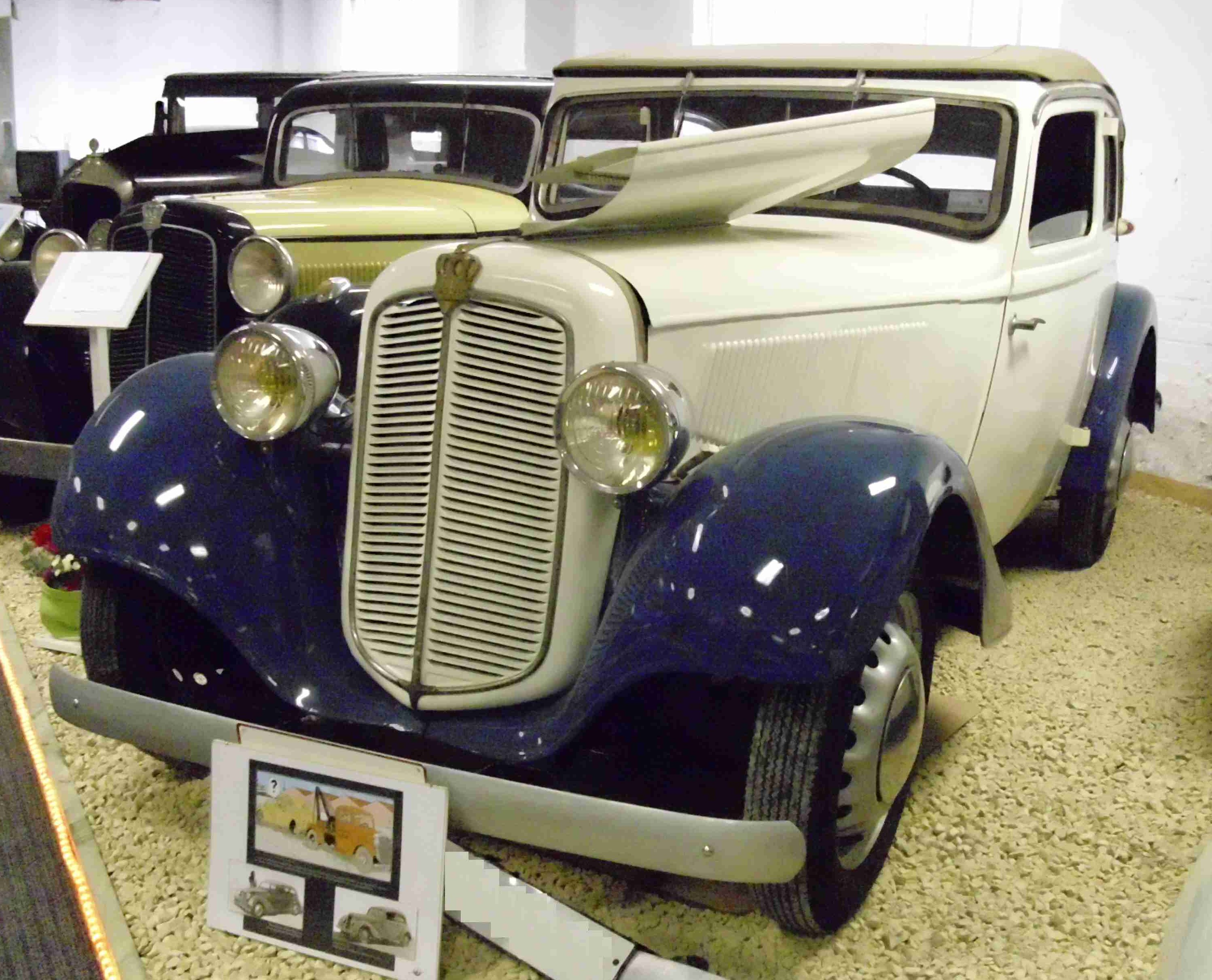
Impéria 1937
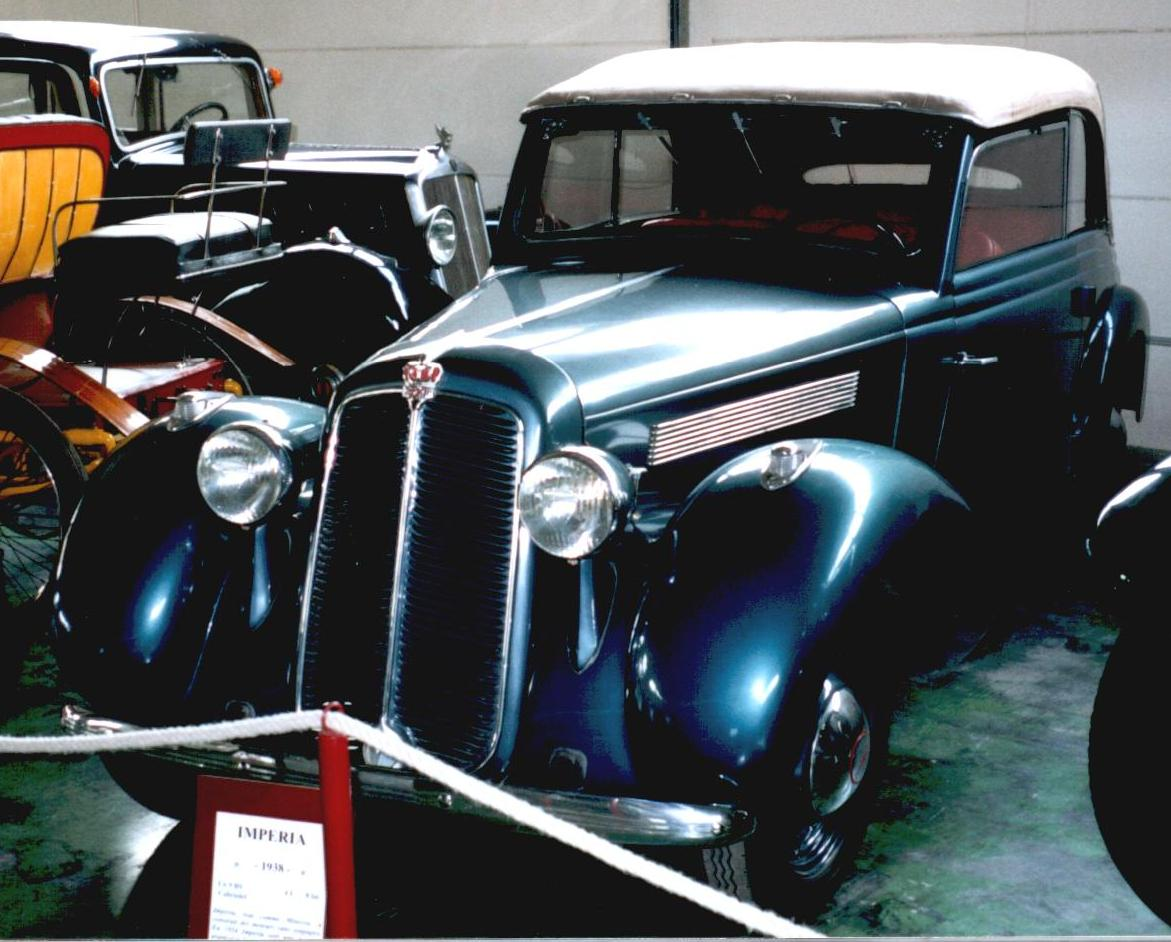
Impéria TA-9 BS 1938
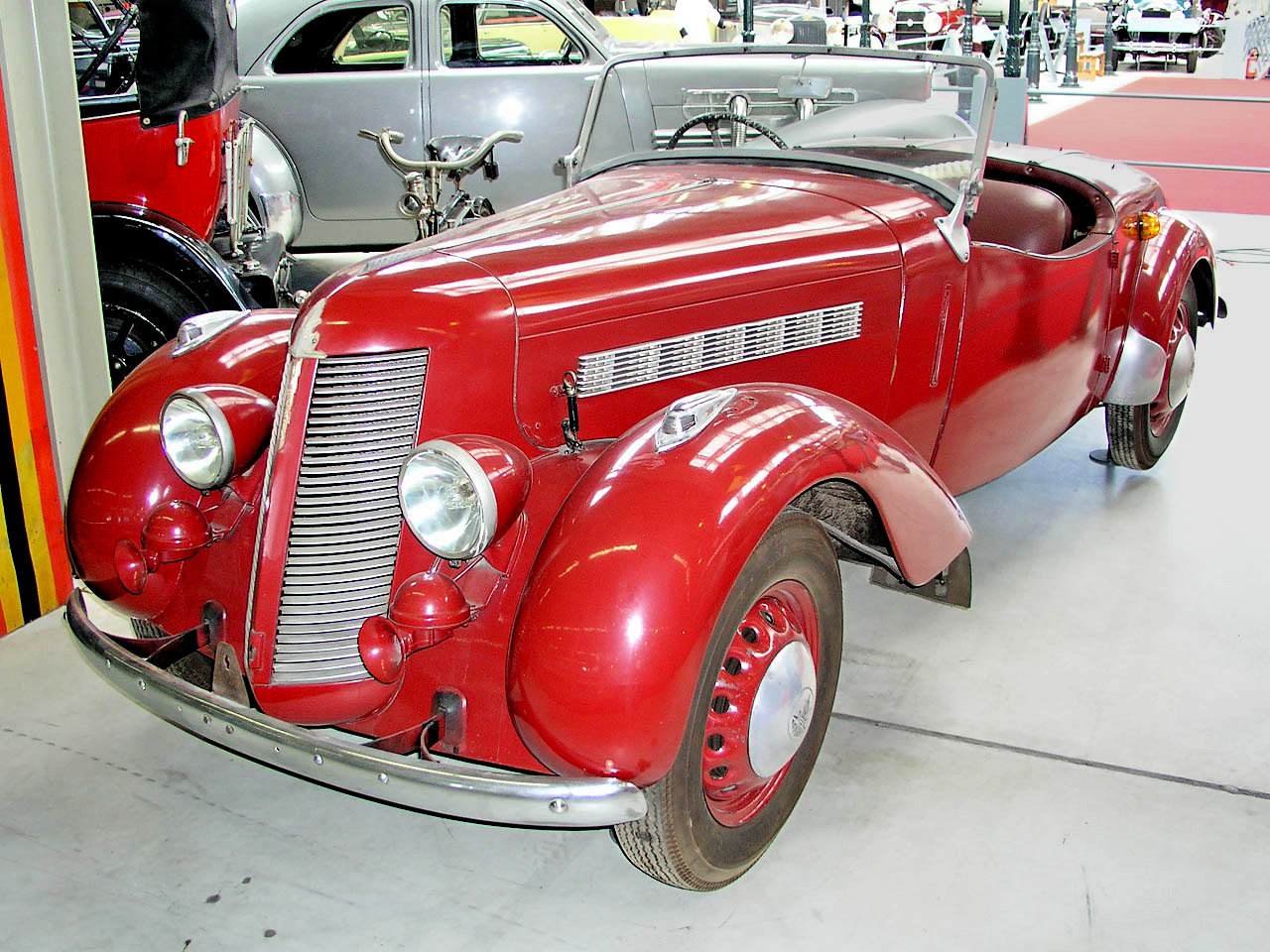
Imperia TA-8 Sport 1948
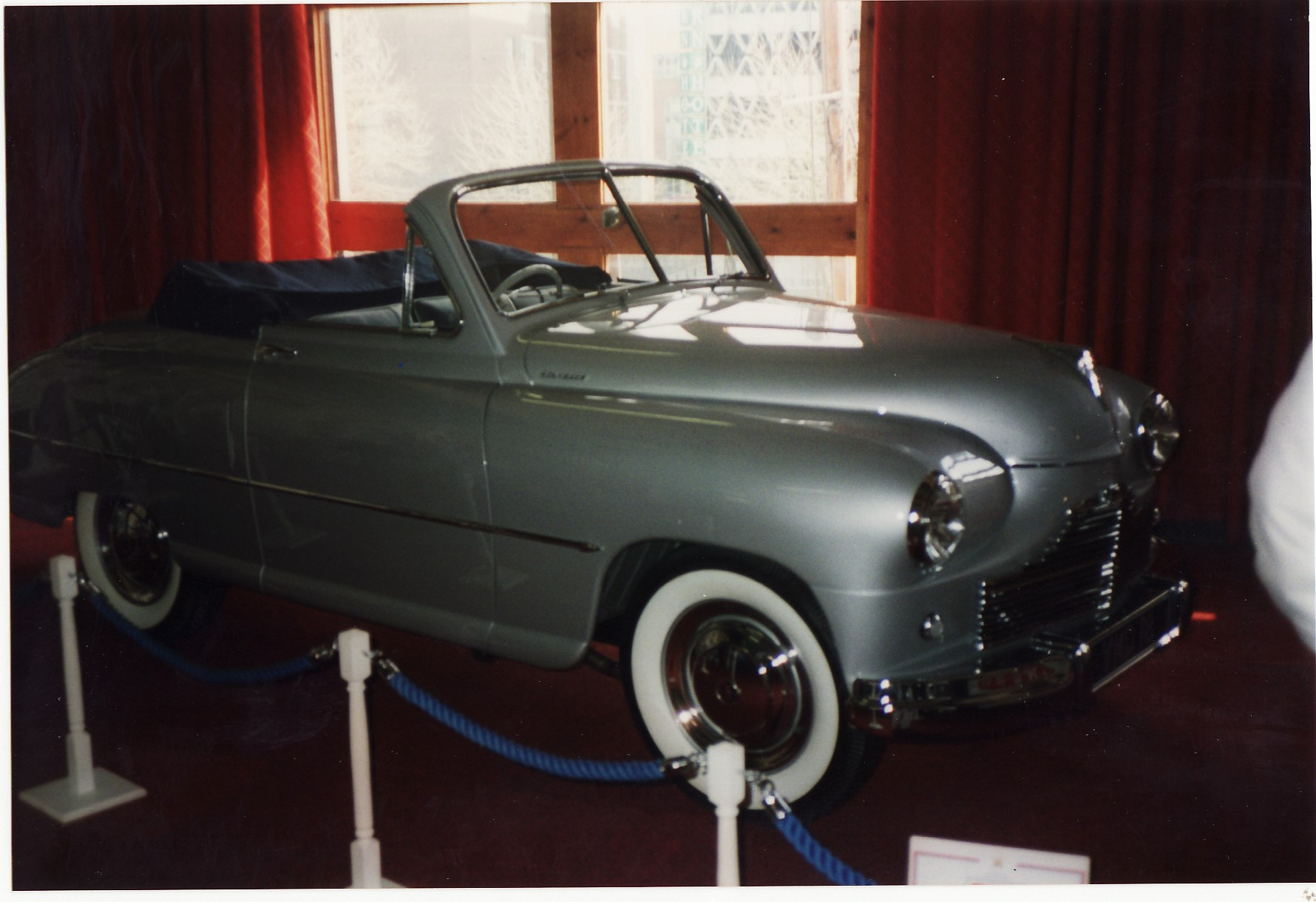
Imperia Standard Vanguard Convertible
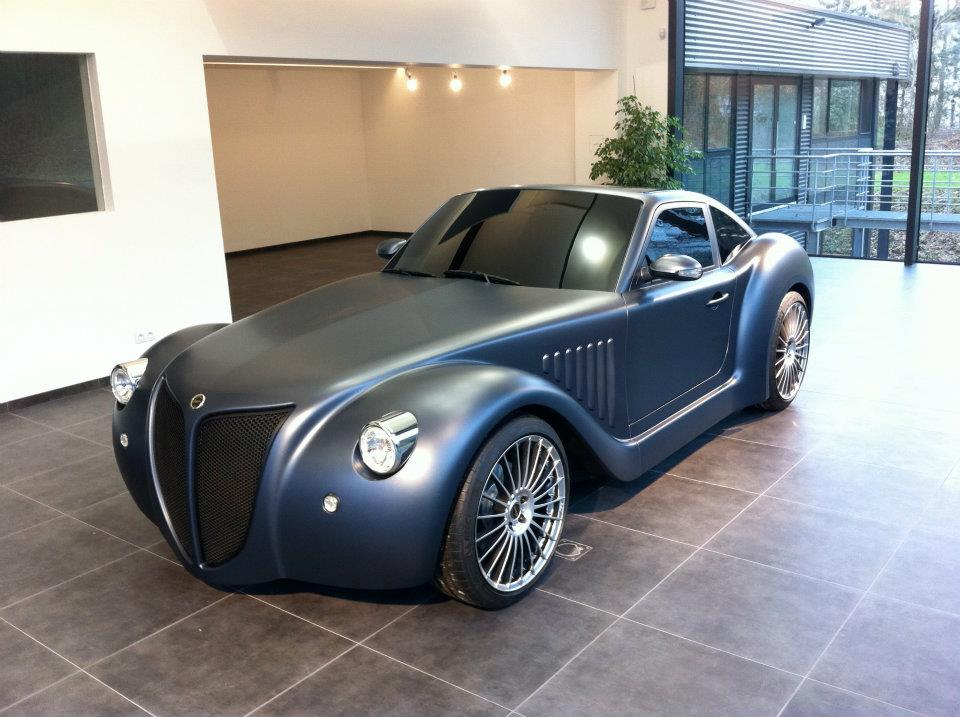
Imperia GP au Showroom du Sart-Timan, en 2012

## Musée Impéria
En juin 2008 est inauguré, sur le site des anciennes usines, le musée Impéria « Les Amis des ancêtres »,. En 2021, le musée est ravagé par les inondations de la mi-juillet. Toutes les archives de photos et documents sont perdues ; la trentaine de véhicules qui étaient en dépôt au musée sont couvertes de boue et de déchets de toutes sortes, parmi lesquels des milliers de barquettes de beurre, emportées par les flots depuis l'entreprise Corman située à Limbourg en amont sur la Vesdre. Ces voitures de collection sont retournées chez leurs propriétaires pour être nettoyées et restaurées. Plus de six mois après la catastrophe, la restauration se poursuit, mais aucune solution n'a encore été trouvée pour la réouverture du musée.

## Patrimoine
La piste d'essai longue de 800 mètres environ est construite en 1929 car les essais automobiles aux alentours du village de Nessonvaux étaient source de nombreux accidents.
Une procédure de classement de l'usine est proposée en 2003. La Région wallonne classe seulement la façade du bâtiment par arrêté ministériel du 17 juin 2008.
En octobre 2016, le bourgmestre de Nessonvaux annonce que le site de l'ancienne usine d'Impéria va faire l'objet d'un vaste projet immobilier "à haute performance énergétique".

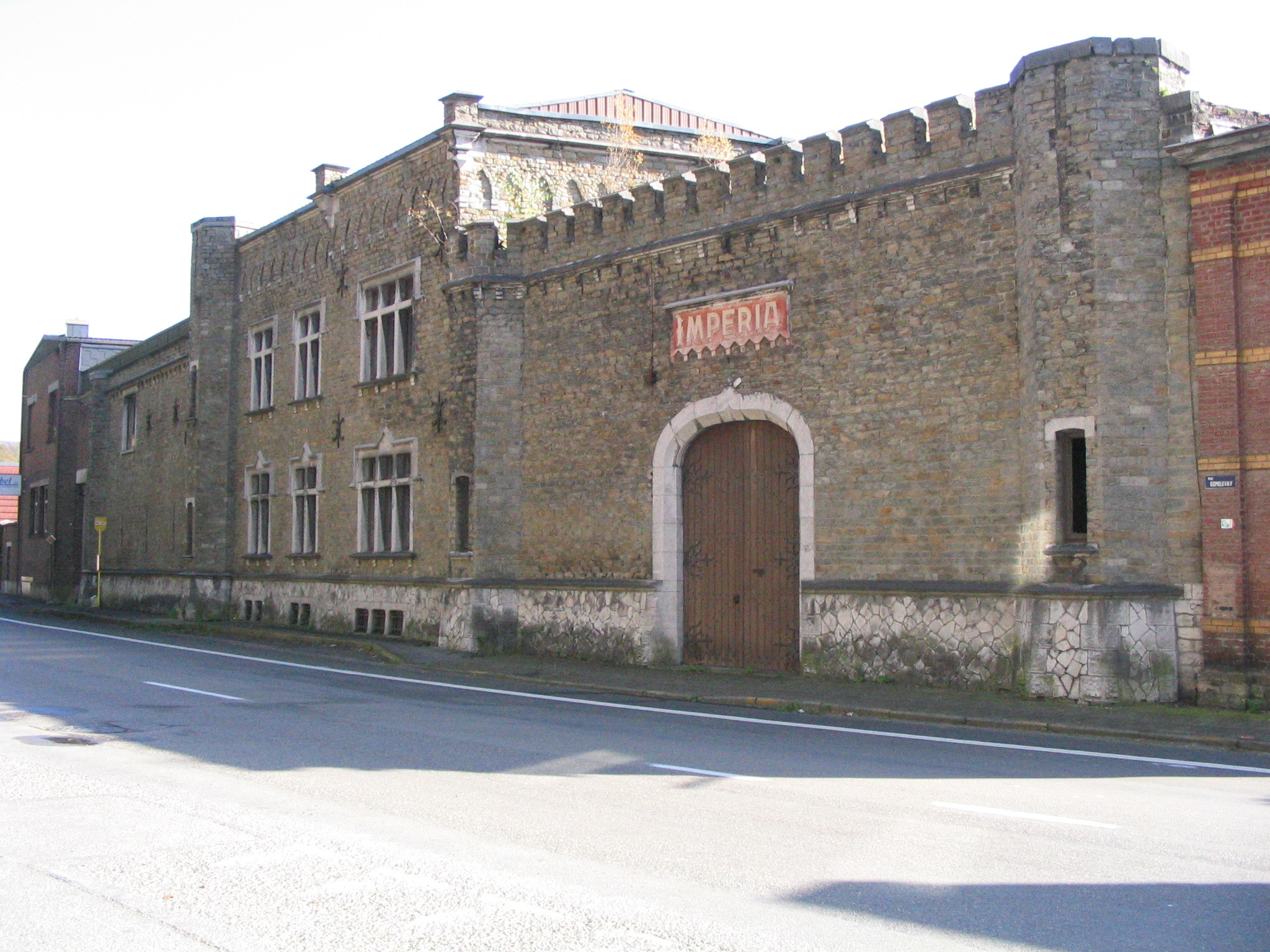
Façade de l'usine Impéria à Nessonvaux
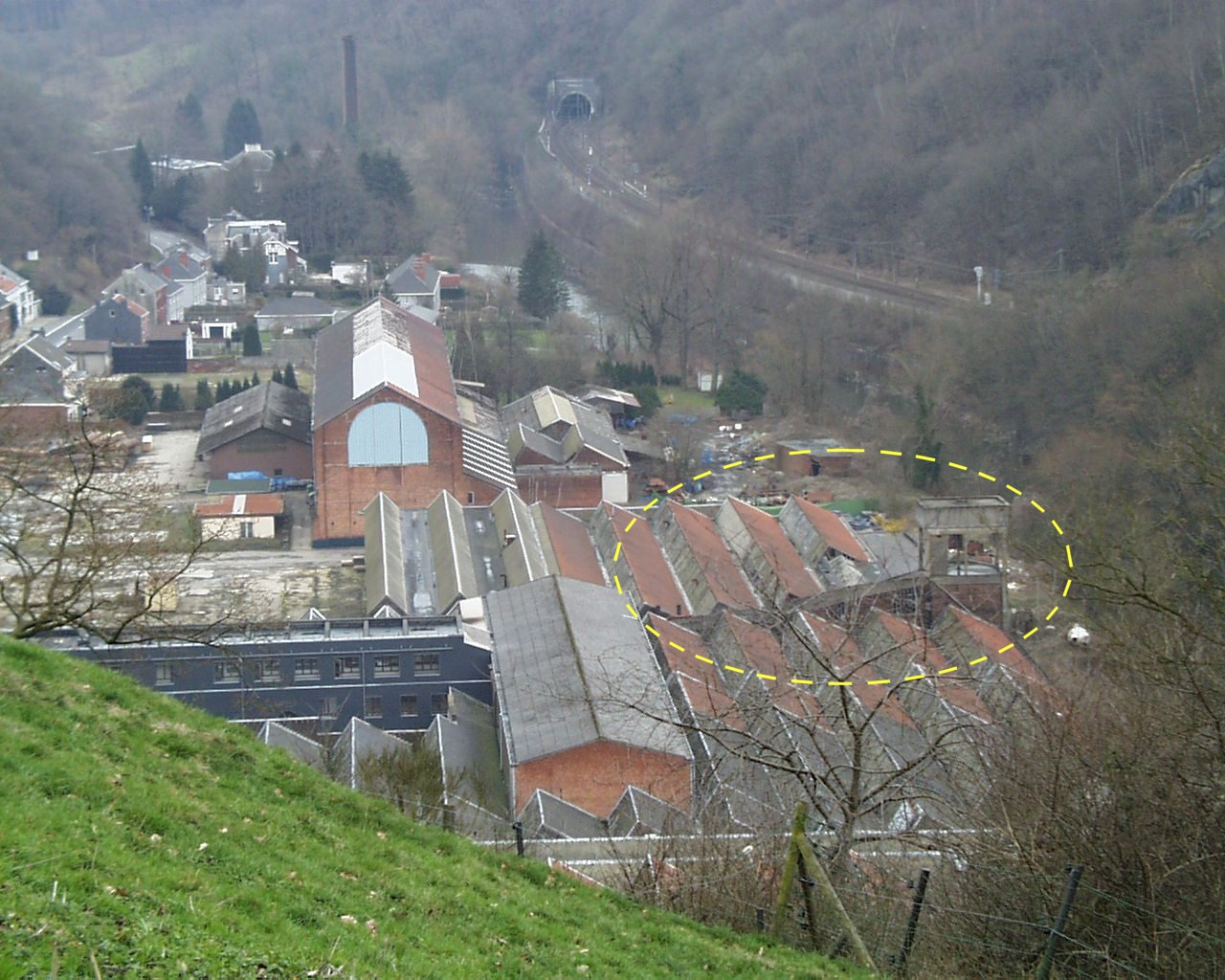
L'usine en 2004 : remarquer dans l'ellipse, une partie de la piste d'essais de 1928
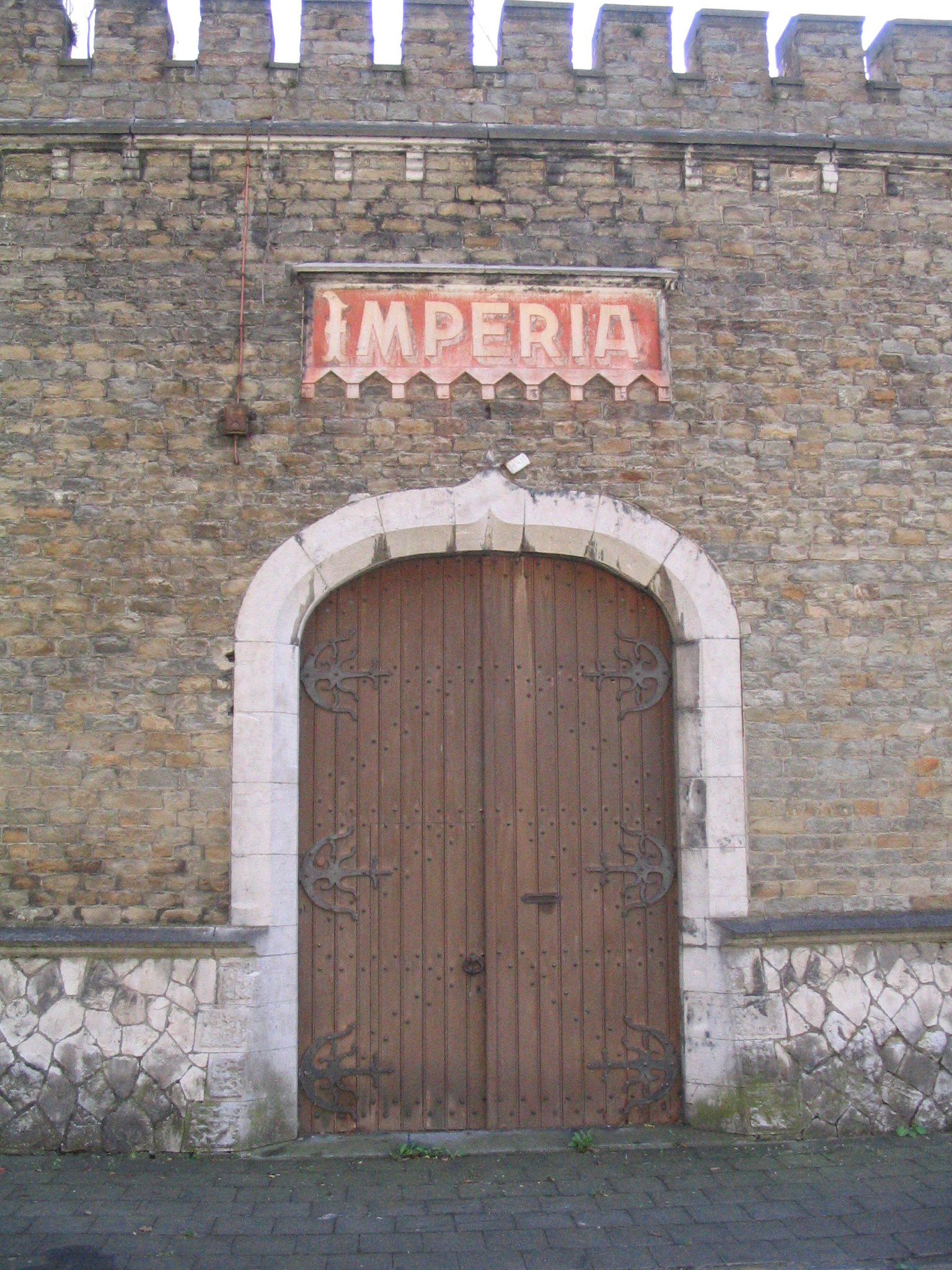
Portail (en 2008)
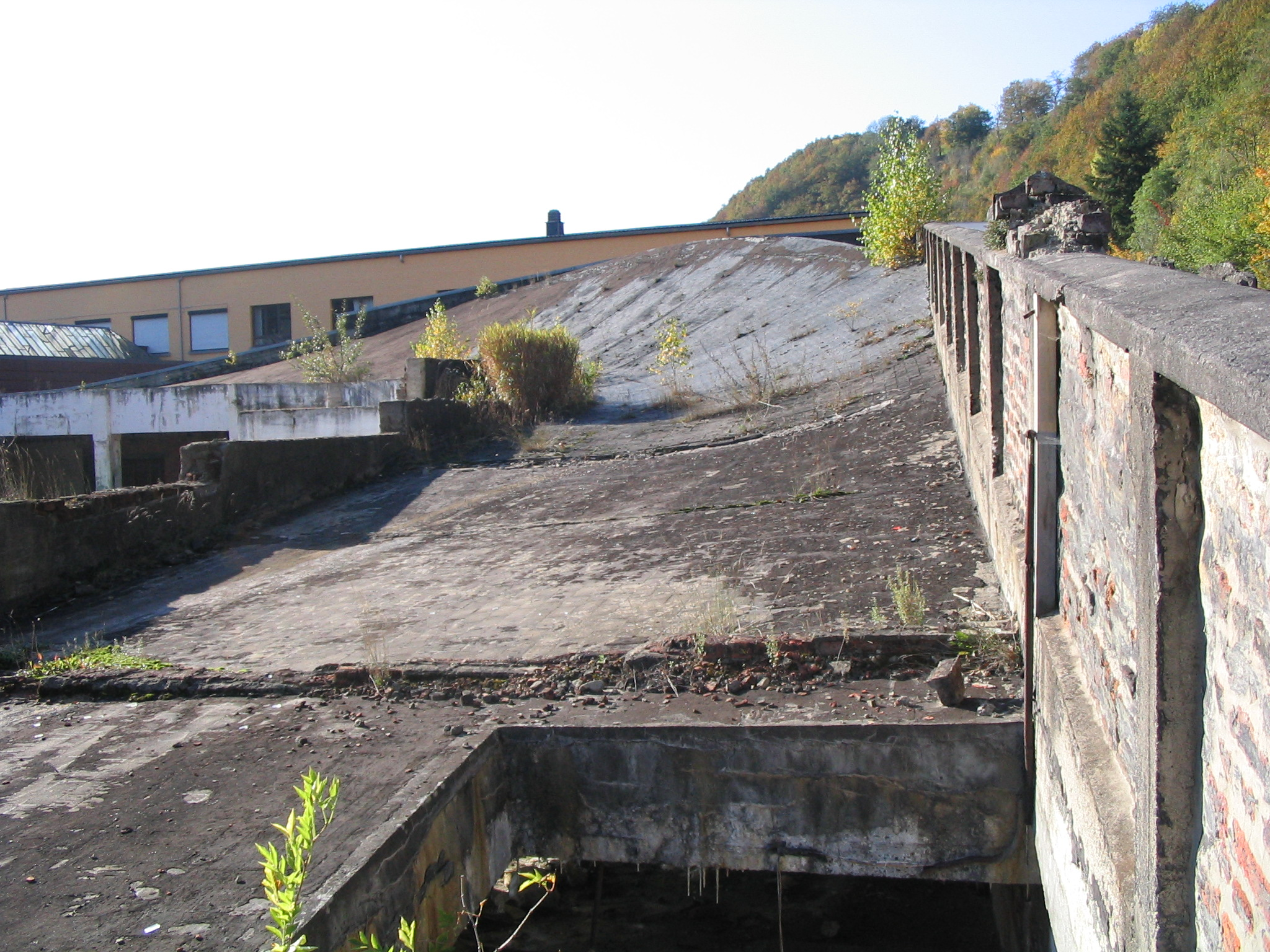
Piste d'essais (en 2008)

### Filmographie
- Impéria toute une histoire, Nessonvaux, asbl Damas, 2022, DVD, 60 min (présentation en ligne).